# Curtea Veche
Curtea Veche (dt.: der Alte Fürstenhof), als Wohnsitz des Vlad III. Drăculea im 15. Jahrhundert erbaut, ist heute ein Museum im Zentrum der rumänischen Hauptstadt Bukarest.

## Geschichte
Im 16. Jahrhundert baute Mircea Ciobanul den Fürstenhof nach der Belagerung der Stadt Bukarest durch die Türken wieder vollständig auf; danach entstand hier der Stadtkern, umgeben von den Häusern der Händler und Handwerker. Nach 1640 erfolgten weitere Bauarbeiten unter Fürst Matei Basarab. Ende des 17. und Anfang des 18. Jahrhunderts wurde der Palast durch die Fürsten Grigore Ghica, Gheorghe Duca, Șerban I. Cantacuzino und besonders Constantin Brâncoveanu renoviert und erweitert. Es entstanden neue Gebäude für Adelige, Soldaten und Diener. Hinzu kam ein Gefängnis, ein Türkisches Bad und ein Eisraum. Im Laufe der Zeit wurde der Fürstenhof durch Feuer, Erdbeben, Überschwemmungen und Kriege beschädigt.
Alexander Ypsilantis baute den neuen Fürstenhof im Jahr 1775 bei Dealul Spirii und somit erhielt der ehemalige Fürstenhof seinen Namen Der Alte Fürstenhof. In seiner derzeitigen Rolle als Museum inspirierte die Ruine Mateiu Caragiale zu seinem Roman Craii de Curtea-Veche.
Der neue Hof wurde aber im Jahr 1812, nach wenigen Jahrzehnten, verlassen. Mittlerweile war der alte Fürstenhof bei einer Versteigerung im Jahr 1798, während der Herrschaft von Constantin Hangerli, verkauft worden. Neue Gebäude sind auf den Ruinen des alten Palastes gebaut worden. Seit dem Jahr 1953 hat man mit Hilfe archäologischer Ausgrabungen den alten Palast als Museum zur Schau gestellt.
Die Kirche von Curtea Veche ist das älteste Bauwerk Bukarests.